# 75ns Premis Tony
Els 75ns Premis Tony es van celebrar el 12 de juny de 2022 per reconèixer els èxits en les produccions de Broadway durant la temporada 2021-22. La cerimònia es va celebrar al Radio City Music Hall de la ciutat de Nova York i es va emetre en dues parts separades per la CBS i Paramount+. Ariana DeBose va ser l'amfitriona de la cerimònia principal, mentre que Darren Criss i Julianne Hough van ser els amfitrions de la preshow d'una hora. Aquesta és la primera cerimònia de la història dels premis Tony que s'emet en directe a totes les zones horàries dels EUA.
Les produccions més guanyadores de la temporada van ser la nova obra The Lehman Trilogy, que va guanyar cinc premis, inclòs Millor obra, i el revival de Company, musical de Stephen Sondheim, que també va guanyar cinc premis, inclòs Millor revival de musical. El musical A Strange Loop, guanyador del premi Pulitzer, va ser l'espectacle més nominat de la temporada, amb 11 nominacions, i va guanyar el de Millor musical, convertint-se en el primer guanyador del millor musical en guanyar només dos premis en total des de 42nd Street (1981).
Amb la seva nominació a la Millor actriu protagonista de musical a A Strange Loop, L Morgan Lee es va convertir en la primera persona obertament transgènere nominada a un Tony.A més, amb la seva victòria com a productora principal de A Strange Loop, Jennifer Hudson es va convertir en la dissetena persona que es va convertir en una guanyadora de l'EGOT.

## Informació de la cerimònia

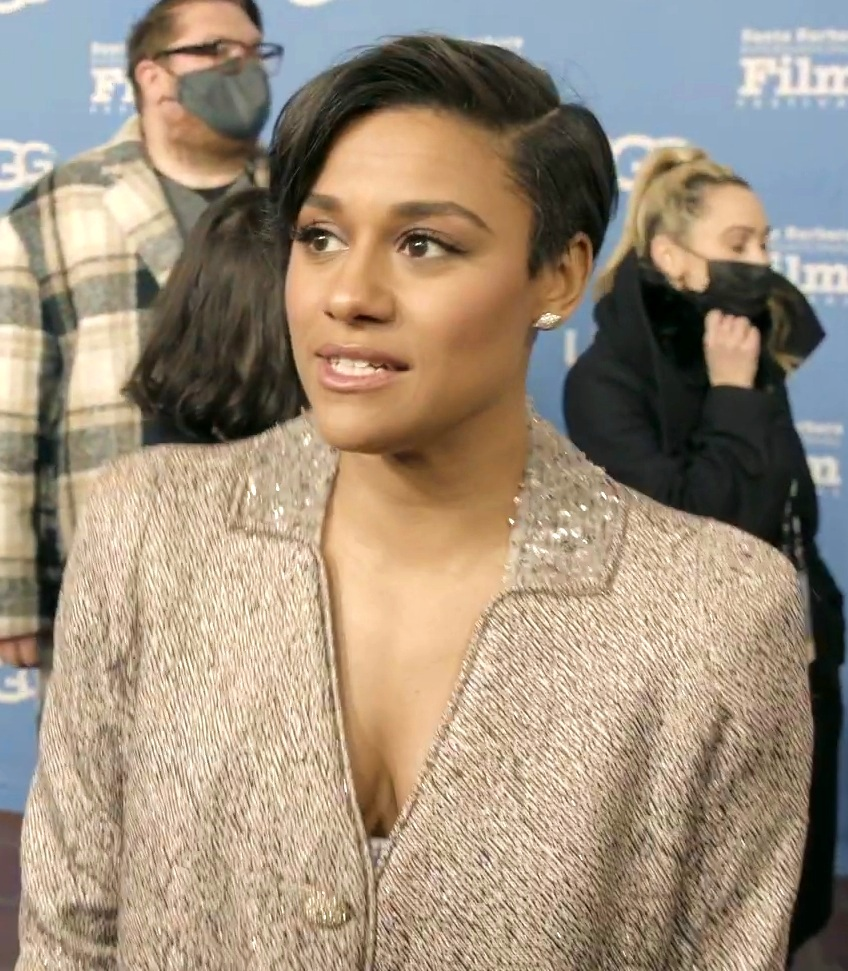
Ariana DeBose va ser la presentadora de la cerimònia.

Tornant a la seva programació habitual de juny, la retransmissió de la cerimònia es va dividir entre la Paramount+ i la CBS. La Paramount+ va emetre un espectacle previ d'una hora de durada, The Tony Awards: Act One+, a les 7:00 pm (hora de la Costa Est), que va ser presentat per Darren Criss i Julianne Hough i va incloure "actuacions especials" i la presentació de premis seleccionats. Va ser seguit per la retransmissió de la cerimònia principal a CBS i Paramount+, que va ser presentada per Ariana DeBose. Per primera vegada, la cerimònia es va retransmetre en directe a la costa oest dels EUA.

### Presentadors
- Vanessa Hudgens – presentà la Millor banda sonora
- Judith Light – presentà el Millor vestuari a una obra i el Millor vestuari a un musical
- Wilson Cruz – presentà la Millor escenografia i la Millor escenografia a un musical
- Jeremy Pope – presentà la Millor il·luminació i la Millor il·luminació a un musical
- Len Cariou – presentà el Premi Especial a Angela Lansbury i preentà el New York City Gay Men's Chorus
- George Takei – presentà el Millor so i el Millor so a un musical
- Gaten Matarazzo – presentà les Millors orquestracions
- Bebe Neuwirth – presentà la Millor coreografia
- Jessica Chastain i Colman Domingo – presentaren el Millor actor de repartiment en una obra
- Patrick Wilson – presentà The Music Man
- Kelli O'Hara i Ruthie Ann Miles – presentaren la Millor actriu de repartiment de musical
- Prince Jackson i Paris Jackson – presentaren MJ the Musical
- Josh Lucas i Sarah Paulson – presentaren la Millor direcció d'obra i la Millor direcció de musical
- Sarah Silverman – presentà Mr. Saturday Night
- Skylar Astin i Marcia Gay Harden – presentaren la Millor actriu de repartiment en una obra
- Patina Miller – presentà Company
- Lilli Cooper i Julia Schick – presentació especial sobre la història dels Tonys
- LaTanya Richardson Jackson i Samuel L. Jackson – presentaren el Millor revival d'obra
- Anthony Edwards – presentà Girl from the North Country
- Utkarsh Ambudkar i Raúl Esparza – presentaren la Millor actor de repartiment de musical
- Lin-Manuel Miranda – presentà el tribute a Stephen Sondheim
- Darren Criss i Julianne Hough – presentaren la Millor llibret
- Renée Elise Goldsberry i Phillipa Soo – presentaren la Millor revival de musical
- Jennifer Hudson i RuPaul Charles – presentaren A Strange Loop
- Telly Leung – presentà el Premi a l'Excel·lència educative al Teatre
- Zach Braff i Lea Michele – presentaren el repartiment original de Spring Awakening
- Andrew Garfield i Nathan Lane – presentaren la Millor obra
- David Alan Grier – presentà Paradise Square
- Tony Goldwyn i Bryan Cranston – presentaren la Millor actor protagonista en una obra
- Tony Shalhoub i Danny Burstein – presentaren la Millor actriu protagonista en una obra
- Laurence Fishburne – presentaren el tribute In Memoriam
- Adrienne Warren i Aaron Tveit – presentaren el Millor actor protagonista de musical
- Danielle Brooks i Cynthia Erivo – presentaren la Millor actriu protagonista de musical
- Bowen Yang – presentà Six
- Chita Rivera – presentà el Millor musical

### Actuacions
Els següents espectacles i intèrprets van actuar a la retransmissió de la cerimònia:
- "Set the Stage" – Darren Criss i Julianne Hough
- "Mame" – New York City Gay Men's Chorus
- "This Is Your Round of Applause" – Ariana DeBose
- "Seventy-Six Trombones" – The Music Man
- "Smooth Criminal" – MJ
- "Stick Around" / "A Little Joy" – Mr. Saturday Night
- "Company" – Company
- "Like a Rolling Stone" / "Pressing On" – Girl from the North Country
- "Children Will Listen" – Bernadette Peters
- "Intermission Song" / "Today" – A Strange Loop
- "Touch Me" – The Original Cast of Spring Awakening
- "Paradise Square" / "Let It Burn" – Paradise Square
- "On the Street Where You Live" – Billy Porter
- "Ex-Wives" / "Six" – Six
- "This Is Your Round of Applause" (Reprise) – DeBose

## Elegibilitat
La data límit d'elegibilitat per als Premis Tony per a la temporada 2021–22 va ser el 4 de maig de 2022 per a totes les produccions de Broadway que complissin la resta de requisits d'elegibilitat. Les nominacions als Premis Tony 2022 van ser anunciades per Adrienne Warren i Joshua Henry el 9 de maig de 2022. Inicialment s'havien d'anunciar el 3 de maig, però es van ampliar una setmana per donar cabuda a possibles brots de COVID-19. Un renaixement de  West Side Story que es va obrir el 20 de febrer de 2020 es va considerar inelegible per als 74ns Premis Tony perquè massa pocs candidats i votants l'havien vist abans que Broadway tanqués el 12 de març. 2020 a causa de la pandèmia, i no es va reprendre quan Broadway va reobrir el setembre de 2021.
Tots els espectacles elegibles es mostren a continuació.
| Obres originals - Birthday Candles - Chicken & Biscuits - Clyde's - Dana H. - Hangmen - Is This a Room - Pass Over - POTUS: Or, Behind Every Great Dumbass Are Seven Women Trying to Keep Him Alive - Skeleton Crew - The Lehman Trilogy - The Minutes - Thoughts of a Colored Man | Musicals originals - A Strange Loop - Diana - Flying Over Sunset - Girl from the North Country - MJ - Mr. Saturday Night - Mrs. Doubtfire - Paradise Square - Six | Revivals d'obres - American Buffalo - for colored girls who have considered suicide / when the rainbow is enuf - How I Learned to Drive - Lackawanna Blues - Macbeth - Plaza Suite - Take Me Out - The Skin of Our Teeth - Trouble in Mind | Revivals de musicals - Caroline, or Change - Company - Funny Girl - The Music Man |

## Guanyadors i nominats
Els guanyadors apareixen en primer lloc i es destaquen en negreta:
| Millor obra ‡ | Millor musical‡ |
| --- | --- |
| - The Lehman Trilogy - Clyde's - Hangmen - Skeleton Crew - The Minutes | - A Strange Loop - Girl from the North Country - MJ - Mr. Saturday Night - Paradise Square - Six |
| Millor revival d'obra ‡ | Millor revival de musical ‡ |
| - Take Me Out - American Buffalo - For Colored Girls Who Have Considered Suicide / When the Rainbow Is Enuf - How I Learned to Drive - Trouble in Mind | - Company - Caroline, or Change - The Music Man |
| Millor actor protagonista en una obra | Millor actriu protagonista en una obra |
| - Simon Russell Beale – The Lehman Trilogy com Henry Lehman - Adam Godley – The Lehman Trilogy com Mayer Lehman - Adrian Lester – The Lehman Trilogy com Emanuel Lehman - David Morse – How I Learned to Drive com Uncle Peck - Sam Rockwell – American Buffalo com Teach - Ruben Santiago-Hudson – Lackawanna Blues com Various - David Threlfall – Hangmen com Harry Wade | - Deirdre O'Connell – Dana H. com Dana H. - Gabby Beans – The Skin of Our Teeth com Sabina - LaChanze – Trouble in Mind com Wiletta Mayer - Ruth Negga – Macbeth com Lady Macbeth - Mary-Louise Parker – How I Learned to Drive com Li'l Bit                                                                                               |
| Millor actor protagonista de musical | Millor actriu protagonista de musical |
| - Myles Frost – MJ com MJ - Billy Crystal – Mr. Saturday Night com Buddy Young Jr. - Hugh Jackman – The Music Man com Harold Hill - Rob McClure – Mrs. Doubtfire com Daniel Hillard / Euphegenia Doubtfire - Jaquel Spivey – A Strange Loop com Usher | - Joaquina Kalukango – Paradise Square com Nelly O'Brien - Sharon D. Clarke – Caroline, or Change com Caroline Thibodeaux - Carmen Cusack – Flying Over Sunset com Clare Boothe Luce - Sutton Foster – The Music Man com Marian Paroo - Mare Winningham – Girl from the North Country com Elizabeth Laine                                  |
| Millor actor de repartiment en una obra | Millor actriu de repartiment en una obra |
| - Jesse Tyler Ferguson – Take Me Out com Mason Marzac - Alfie Allen – Hangmen com Mooney - Chuck Cooper – Trouble in Mind com Sheldon Forrester - Ron Cephas Jones – Clyde's com Montrellous - Michael Oberholtzer – Take Me Out com Shane Mungitt - Jesse Williams – Take Me Out com Darren Lemming                                                                        | - Phylicia Rashad – Skeleton Crew com Faye - Uzo Aduba – Clyde's com Clyde - Rachel Dratch – POTUS com Stephanie - Kenita R. Miller – for colored girls who have considered suicide / when the rainbow is enuf com Lady in Red - Julie White – POTUS com Harriet - Kara Young – Clyde's com Letitia                                        |
| Millor actor de repartiment de musical | Millor actriu de repartiment de musical |
| - Matt Doyle – Company com Jamie - Sidney DuPont – Paradise Square com Washington Henry - Jared Grimes – Funny Girl com Eddie Ryan - John-Andrew Morrison – A Strange Loop com Thought 4 - A. J. Shively – Paradise Square com Owen Duignan | - Patti LuPone – Company com Joanne - Jeannette Bayardelle – Girl from the North Country com Mrs. Neilsen - Shoshana Bean – Mr. Saturday Night com Susan Young - Jayne Houdyshell – The Music Man com Eulalie McKechnie Shinn - L Morgan Lee – A Strange Loop com Thought 1 - Jennifer Simard – Company com Sarah                          |
| Millor direcció d'obra | Millor direcció de musical |
| - Sam Mendes – The Lehman Trilogy - Lileana Blain-Cruz – The Skin of Our Teeth - Camille A. Brown – for colored girls who have considered suicide / when the rainbow is enuf - Neil Pepe – American Buffalo - Les Waters – Dana H. | - Marianne Elliott – Company - Jamie Armitage and Lucy Moss – Six - Stephen Brackett – A Strange Loop - Conor McPherson – Girl from the North Country - Christopher Wheeldon – MJ |
| Millor llibret | Millor banda sonora (música i/o lletres) escrita per al teatre |
| - A Strange Loop – Michael R. Jackson - Girl from the North Country – Conor McPherson - MJ – Lynn Nottage - Mr. Saturday Night – Billy Crystal, Lowell Ganz, i Babaloo Mandel - Paradise Square – Christina Anderson, Larry Kirwan, i Craig Lucas | - Six – Toby Marlow i Lucy Moss (música i lletres) - A Strange Loop – Michael R. Jackson (música i lletres) - Flying Over Sunset – Tom Kitt (music) i Michael Korie (lletres) - Mr. Saturday Night – Jason Robert Brown (music) i Amanda Green (lletres) - Paradise Square – Masi Asare i Nathan Tysen (lletres) id Jason Howland (música) |
| Millor escenografia | Millor escenografia a un musical |
| - Es Devlin – The Lehman Trilogy - Beowulf Boritt – POTUS - Michael Carnahan and Nicholas Hussong – Skeleton Crew - Anna Fleischle – Hangmen - Scott Pask – American Buffalo - Adam Rigg – The Skin of Our Teeth | - Bunny Christie – Company - Beowulf Boritt and 59 Productions – Flying Over Sunset - Arnulfo Maldonado – A Strange Loop - Derek McLane and Peter Nigrini – MJ - Allen Moyer – Paradise Square |
| Millor vestuari a una obra | Millor vestuari a un musical |
| - Montana Levi Blanco – The Skin of Our Teeth - Sarafina Bush – for colored girls who have considered suicide / when the rainbow is enuf - Emilio Sosa – Trouble in Mind - Jane Greenwood – Plaza Suite - Jennifer Moeller – Clyde's | - Gabriella Slade – Six - Fly Davis – Caroline, or Change - Toni-Leslie James – Paradise Square - William Ivey Long – Diana - Santo Loquasto – The Music Man - Paul Tazewell – MJ |
| Millor il·luminació | Millor il·luminació a un musical |
| - Jon Clark – The Lehman Trilogy - Joshua Carr – Hangmen - Jiyoun Chang – for colored girls who have considered suicide / when the rainbow is enuf - Jane Cox – Macbeth - Yi Zhao – The Skin of Our Teeth | - Natasha Katz – MJ - Neil Austin – Company - Tim Deiling – Six - Donald Holder – Paradise Square - Bradley King – Flying Over Sunset - Jen Schriever – A Strange Loop |
| Millor so | Millor so a un musical |
| - Mikhail Fiksel – Dana H. - Dominic Bilkey and Nick Powell – The Lehman Trilogy - Justin Ellington – for colored girls who have considered suicide / when the rainbow is enuf - Palmer Hefferan – The Skin of Our Teeth - Mikaal Sulaiman – Macbeth | - Gareth Owen – MJ - Simon Baker – Girl from the North Country - Paul Gatehouse – Six - Ian Dickinson for Autograph – Company - Drew Levy – A Strange Loop |
| Millor coreografia | Millors orquestracions |
| - Christopher Wheeldon – MJ - Camille A. Brown – for colored girls who have considered suicide / when the rainbow is enuf - Warren Carlyle – The Music Man - Carrie-Anne Ingrouille – Six - Bill T. Jones – Paradise Square | - Simon Hale – Girl from the North Country - David Cullen – Company - Tom Curran – Six - David Holcenberg and Jason Michael Webb – MJ - Charlie Rosen – A Strange Loop |

‡ El premi és presentat al productor del musical o de l'obra

### Nominacions i guardons per producció
| Producció                                                                      | Nominacions | Guardons |
| ------------------------------------------------------------------------------ | ----------- | -------- |
| A Strange Loop                                                                 | 11          | 2        |
| MJ                                                                             | 10          | 4        |
| Paradise Square                                                                | 10          | 1        |
| Company                                                                        | 9           | 5        |
| The Lehman Trilogy                                                             | 8           | 5        |
| Six                                                                            | 8           | 2        |
| for colored girls who have considered suicide / when the rainbow is enuf       | 7           | 0        |
| Girl from the North Country                                                    | 7           | 1        |
| The Music Man                                                                  | 6           | 0        |
| The Skin of Our Teeth                                                          | 6           | 1        |
| Clyde's                                                                        | 5           | 0        |
| Hangmen                                                                        | 5           | 0        |
| Mr. Saturday Night                                                             | 5           | 0        |
| Take Me Out                                                                    | 4           | 2        |
| American Buffalo                                                               | 4           | 0        |
| Flying Over Sunset                                                             | 4           | 0        |
| Trouble in Mind                                                                | 4           | 0        |
| Caroline, or Change                                                            | 3           | 0        |
| Dana H.                                                                        | 3           | 2        |
| How I Learned to Drive                                                         | 3           | 0        |
| Macbeth                                                                        | 3           | 0        |
| POTUS: Or, Behind Every Great Dumbass Are Seven Women Trying to Keep Him Alive | 3           | 0        |
| Skeleton Crew                                                                  | 3           | 1        |
| Diana                                                                          | 1           | 0        |
| Funny Girl                                                                     | 1           | 0        |
| Lackawanna Blues                                                               | 1           | 0        |
| The Minutes                                                                    | 1           | 0        |
| Mrs. Doubtfire                                                                 | 1           | 0        |
| Plaza Suite                                                                    | 1           | 0        |

## Premis no competitius
Robert E. Wankel va rebre el premi Isabelle Stevenson per "la seva generositat i servei al benestar de la nostra comunitat de Broadway, durant les últimes quatre dècades i, especialment davant d'una crisi global." El premi a l'excel·lència en l'educació teatral també es tornà aquest any. Els destinataris dels Honorífic per l'excel·lència al teatre inclouen la Asian American Performers Action Coalition, Broadway for All, la copista musical Emily Grishman, Feinstein's/54 Below, i United Scenic Artists (Local USA 829, IATSE). El 23 de maig de 2022, es va anunciar que Angela Lansbury rebria un premi Tony especial per la seva trajectòria. El Premi Tony al teatre regional es va lliurar al Court Theatre. James C. Nicola, director artístic retirat del New York Theatre Workshop després de 34 anys, també va rebre un premi Tony especial

## Recepció

### Ressenyes
La cerimònia va rebre crítiques generalment favorables per part de la crítica. A l'agregador de ressenyes Rotten Tomatoes, el programa va rebre sis crítiques positives i dues negatives, amb una puntuació d'aprovació del 75%.
A Variety, Gordon Cox va elogiar el número d'obertura de la televisió de la CBS i l'actuació de DeBose com a amfitrió, destacant l'actuació com a "moderna, queer i sexy, i va satisfer els àvids de la vella escola tant com va fer que Broadway sembli un lloc. és possible que els nens genials també vulguin fer una ullada". Jennifer Vanasco, de NPR, també va elogiar DeBose, escrivint "Deixa que Ariana DeBose ho acollia tot […] Era divertida i juganera, es va pavonejar entre el públic i s'asseia a la falda d'Andrew Garfield. Era commovedora, arribant a les llàgrimes quan va parlar del seu mentor de professor de teatre. Va ser honesta, va comentar amablement les disparitats racials a la indústria del teatre". Escrit per a Associated Press Jocelyn Noveck va qualificar la retransmissió d'"exuberant" i va dir que mostrava que "Broadway ha tornat, amb empenta i creativitat, i ha arribat per quedar-se. Només necessita encara més gent que ompli els seients".
Johnny Oleksinski del New York Post va criticar l'espectacle, descrivint-lo com a "poca energia, mal posat", escrivint que "les cançons i les bromes de DeBose eren forçades i poc gracioses", i va criticar durament l'homenatge de la cerimònia a Stephen Sondheim, que ell va fer. considerat "massa modesta […] una reflexió total".

### Valoracions
La retransmissió de la CBS va ser vista per 3,86 milions d'espectadors als Estats Units, la qual cosa suposa un augment del 39% respecte a la cerimònia de l'any anterior, l'emissió dels Premis Tony amb menys puntuació des que es va mesurar l'audiència. Tanmateix, en comparació amb els 73ns premis Tony del 2019, que van ser els últims abans del 75 en durar tres hores i l'últim abans de la pandèmia de la COVID-19, l'audiència va disminuir un 29% entre 2019 i 2022.